# حنش مخطط الذيل
حنش مخطط الذيل (الاسم العلمي: Coluber vittacaudatus) هو نوع من الزواحف يتبع جنس الحنش من فصيلة الأحناش.